# Список сеньоров и графов Цютфена
Сеньоры и графы Цютфена — правители сеньории Цютфен, затем графства Цютфен — феодальных владений существовавших на территории современных Нидерландов.

## Сеньоры Цютфена
- до 998 : Мегингард (ум. 998)
- 999—1025: Оттон I (ум.1036)
- 1025—1031: Людольф (ум.1031)
- 1031—1033: Генрих I (ум.1118)
- 1033—1042: Конрад (ум.1055), также герцог Баварии в 1049—1053 годах
- 1042—1044: Гозело, также герцог Нижней Лотарингии
- 1044—1046: Готфрид, также герцог Нижней Лотарингии
- 1046—1063: Готшалк (ум.1063)
- 1062—1101: Оттон II (ум.1113)

## Графы Цютфена
- 1101—1113: Оттон II (ум. 1113)
- 1113—1118: Генрих II (ум. 1118)
- 1118—1138: Ирменгарда (ум. 1138)
  - 1-й муж: Герард II, граф Гелдерна и Вассенберга (ум. 1131)
  - 2-й муж: Конрад II, граф Люксембурга (ум. 1136)
- 1138—1182: Генрих III (ум. 1182), граф Гелдерна и Цютфена, сын Эрменгарды и Герарда II

Начиная с Генриха III (графа Гелдерна под именем Генрих I) титул графа Цютфена стали носить графы Гелдерна.